# Check (film)
Check er en dansk animationsfilm fra 1965 instrueret af Simon Jannik Barfod.

## Handling
Humoristisk tegnefilm som fremhæver fordelene ved at bruge check som betalingsmiddel i stedet for kontanter.